# Cime Isanotski
Le Cime Isanotski sono una serie di cime appartenenti ad un antico vulcano posto nella parte centro-orientale dell'Isola di Unimak, nelle Aleutine.
La sua sommità si presenta molto frastagliata e ampiamente erosa dai ghiacci che lo ricoprono quasi completamente.

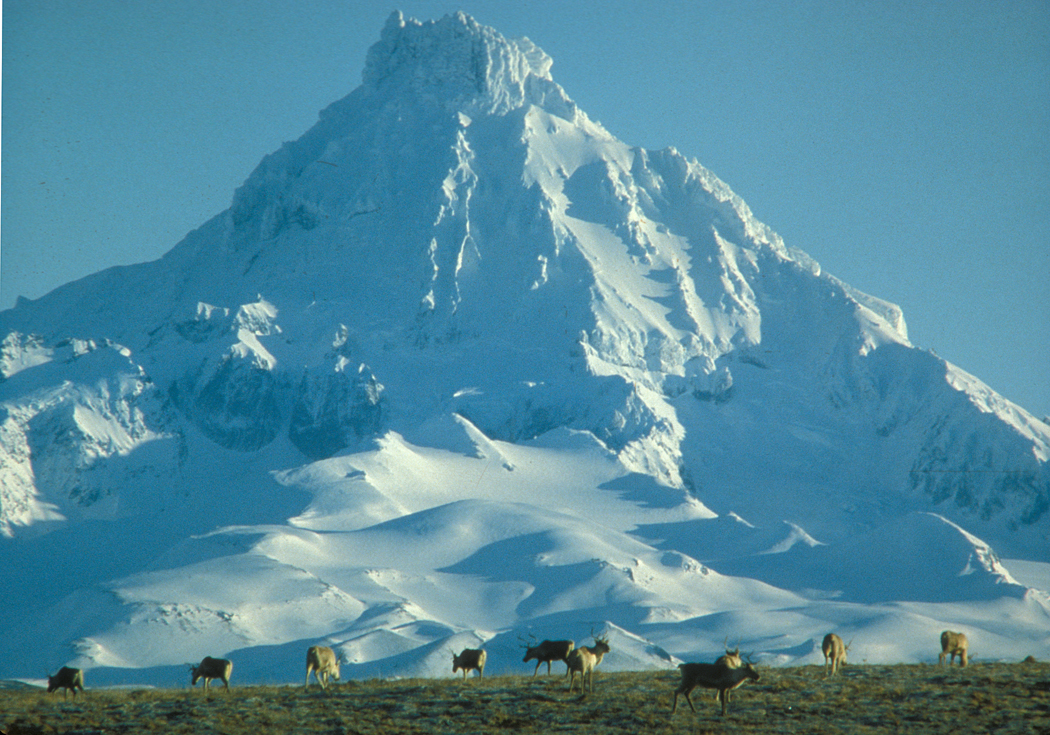
Caribù a valle del vulcano Isanotski